# Maomé V Raxade
Maomé V Raxade (em turco: Mehmed V Reşad ou Reşat Mehmet; Constantinopla, 2 de novembro de 1844 — 3 de julho de 1918) foi o trigésimo quinto sultão otomano. Era filho do sultão Abdul Mejide I. Sua mãe era a Gülcemal Kadın Efendı. Como muitos outros herdeiros do trono, Maomé viveu confinado no palácio por 30 anos e por nove anos viveu completamente sozinho. Durante esse tempo, estudou poesia do estilo persa antigo e se tornou um reconhecido poeta. Foi circuncisado exatamente quando completou 9 anos de idade e o "evento" foi comemorado com uma grande festa.
Seu reinado começou em 27 de Abril de 1909, porém não teve real força política, as decisões eram tomadas pelos membros do governo otomano. O único ato político significante de Maomé V foi declarar formalmente Jihad contra as forças aliadas na Primeira Guerra Mundial em 11 de Novembro de 1914. Maomé V morreu em 3 de Julho de 1918, aos 73 anos, onde não pode ver o fim do Império Otomano

## Títulos Nobiliárquicos & Tratamentos
- 1844-1909: Sua Alteza Imperial, O Príncipe Mehmed dos Otomanos
- 1909-1918: Sua Majestade Imperial, O Sultão